# Noah Bryant
Noah Jacob Bryant (Santa Barbara, 11 maggio 1984) è un pesista statunitense.

## Palmarès
| Anno | Manifestazione      | Sede        | Evento         | Risultato | Prestazione | Note |
| ---- | ------------------- | ----------- | -------------- | --------- | ----------- | ---- |
| 2007 | Mondiali            | Osaka       | Getto del peso | 28º (q)   | 18,58 m     |      |
| 2011 | Giochi panamericani | Guadalajara | Getto del peso | 6º        | 19,23 m     |      |